# 2020年中華民國空軍F-16戰鬥機失蹤事故
2020年中華民國空軍F-16戰鬥機失蹤事故是於2020年11月17日發生的臺灣空難事故，中華民國空軍一架F16戰鬥機在花蓮外海进行夜間飛行訓練時失联。

## 概述
当地时间2020年11月17日18时5分中華民國空军一架架F-16战机从花莲机场起飞，在花莲机场东北面外海8里处该机的雷达光点消失，时间为18时17分，一同参加该次训练的另外两架F-16战机随即在失事海域协助搜索。失联飞行员为中華民國空軍第二六戰鬥機作戰隊长蒋正志，军衔为上校，居住嘉义县水上乡，无子女，家有妻子与母亲。

## 延伸閱讀
- 2020年中華民國空軍F-5E戰鬥機墜毀事故，2020年10月29日
- 2020年中華民國空軍UH-60M黑鷹直升機墜毀事故，2020年1月2日